# Cicha Dolina (Karkonosze)
Cicha Dolina – dolina w Sudetach Zachodnich, w Karkonoszach, w województwie dolnośląskim.
Cicha Dolina położona jest w południowo-zachodniej Polsce, w Sudetach Zachodnich, w Karkonoszach, w północno-zachodniej części Pogórza Karkonoskiego. Jest ona wcięta od północy w masyw Grzybowca, rozdzielając ramię północne z Kątnikiem i Młynikiem od północno-wschodniego z Trzmielakiem, Sobieszem i Ostroszem, a kończy się w Piechowicach. Jej długość wynosi 2 km. Całe otoczenie doliny zbudowane jest z granitu karkonoskiego. W dolnej części znajdują się rumowiska i pojedyncze bloki skalne. Dnem doliny płynie Cichy Potok. Zbocza doliny są zalesione.
W dolinie, w średniowieczu, być może od XIII, a na pewno od XIV/XV w istniały huty szkła.
W dolnej części doliny znajdują się sztolnie o nieznanym przeznaczeniu, wykute przez więźniów w czasie II wojny światowej.
Przez całą dolinę biegnie  żółty szlak z Piechowic na Grzybowiec.